# Josep Santpere i Pei
Josep Santpere i Pey (Barcelona, 17 de febrer de 1875 - 8 de setembre de 1939), conegut com a Josep Santpere, va ser un actor i empresari teatral, de llarga trajectòria artística, especialitzat en l'opereta i el vodevil. Gran part de la seva carrera està vinculada al Paral·lel barceloní i, en concret, als teatres Nou i Espanyol; en aquest darrer sovint amb Alexandre Nolla i on la seva versió de Don Juan Tenorio assolí un gran èxit.
Va debutar de ben jove en el teatre amateur i va compaginar la seva faceta d'actor amb la seva feina en una impremta pròpia. El 1903, va fer la seva primera actuació lírica en el paper de Don Basili a El Barber de Sevilla amb el Teatre Íntim d'Adrià Gual. Als 30 anys ja feia d'actor, de músic, de director i d'empresari teatral.
Era un actor amb molts recursos i això li va permetre enfrontar-se a qualsevol estil artístic. Va interpretar tota mena d'obres de gèneres ben variats i va treballar amb els millors actors i actrius del moment. Va ser ell qui va introduir al Paral·lel el teatre còmic que triomfava a Europa en aquells temps i a partir d'aquí es va consagrar com a actor còmic.
El 1917 intervingué a l'estrena de L'auca del senyor Esteve de Santiago Rusiñol. També va participar la primera comèdia del cine sonor espanyol Mercedes rodada l'any 1932 i dirigida per Josep Maria Castellví. Es va retirar com a actor l'any 1938, només un any abans de la seva mort.
Es va casar amb la també actriu Rosa Hernáez i van ser pares de Josefa, Ramon, Maria (coneguda com a Mary Santpere), Gabriel i Teresa Santpere Hernáez.
Amb les seves muller i filla, és enterrat al Cementiri del Poblenou (Dep. I, illa 3a interior, tomba menor 6).

## Fons
Part del seu fons es conserva al Centre de Documentació i Museu de les Arts Escèniques des dels anys 80, quan va lliurar l'arxiu teatral del seu pare. El 2005, Maria Rosa Pigrau Santpere lliurà al MAE altra documentació que complementa el fons d'aquesta nissaga d'actors.